# ルキウス・フリウス・プルプレオ
ルキウス・フリウス・プルプリオ（ラテン語: Lucius Furius Purpurio、Purpureoとも、生没年不詳）は、紀元前3世紀後期から紀元前2世紀前半の共和政ローマの政務官。紀元前196年に執政官（コンスル）を務めた。

## 出自
パトリキ（貴族）であるフリウス氏族の出身である。フリウス氏族はエトルリア都市トゥスクルム（en）から移住したとされている。カピトリヌスのファスティによれば、プルプリオの父も祖父もプラエノーメン（第一名、個人名）はスプリウスである。プルプリオ家で執政官となったのは彼一人である。

## 経歴
プルプリオが最初に記録に登場するのは紀元前210年で、当時イタリアにはハンニバルが侵攻し第二次ポエニ戦争の最中であった。プルプリオは「ローマの剣」と呼ばれたマルクス・クラウディウス・マルケッルスのトリブヌス・ミリトゥム（高級士官）の一人として、アペニン山脈の南で活動していた。
紀元前200年には法務官（プラエトル）に就任し、ガリア・キサルピナを担当した。第二次ポエニ戦争は終了後していたが、カルタゴの元将軍ハミルカルがガリア人の反乱を指揮し、プラケンティア（現在のピアチェンツァ）を略奪した。プルプリオは執政官ガイウス・アウレリウス・コッタの軍を率いて（コッタ自身はまだ現地に到着していなかった）反乱軍に勝利（クレモナの戦い）、ティトゥス・リウィウスによるとガリア軍は35,000が戦死または捕虜となった。ハミルカルも戦死したとする資料もある。
コッタが到着したときには戦争はほとんど終わっていた。自身が勝利の栄誉を手にできないと考えたコッタは、プルプリオをエトルリアに派遣し、自身はガリアでの略奪を行った。元老院議員の何人かは、これに反対した。プルプリオはエトルリアで同盟市部隊を率いて戦い、自身の判断でエトルリアを離れたが、最終的にこの決定は認められた。ローマに戻ったプルプリオは凱旋式の実施を認められたが、兵士はコッタの下にあり、また捕虜も同様であったため、これら無しの凱旋式となった。
紀元前196年、マルクス・クラウディウス・マルケッルス（「ローマの剣」の息子）と共に執政官に就任した。両執政官ともにマケドニアに出征してピロッポス5世と戦うことを望んだが、護民官からの提案もあって元老院はティトゥス・クィンクティウス・フラミニヌスに引き続き第二次マケドニア戦争を担当させ、両執政官はイタリアを担当することとなった。プルプレオとマルケッルスはガリアに侵攻した。当初両者は別々に行動したが、その後合同してリグリアを略奪し、さらに会戦にも勝利した。ローマに戻った両執政官は凱旋式を実施した（凱旋式のファスティにはマルケッルスのみが記録されている）。

## その後
紀元前192年、プルプリオによって2棟のユピテル神殿がカピトリヌスの丘に献堂された。一つは法務官時代、もう一つは執政官時代に献堂を公約したものであった。
ローマ・シリア戦争が最終段階となった時点で、プルプリオはアシアでの国境線策定を担当する10人委員会の一人に選ばれた（紀元前189年）。前執政官（プロコンスル）グナエウス・マンリウス・ウルソと共に、10人委員会はアパメイアでアンティオコス3世と講和条約を締結した。この条約において、アンティオコスはアシア（現在の小アジア）から軍を撤退させ、ほぼ全艦隊を破棄し、全ての戦象をローマに引渡し、さらに莫大な賠償金を支払うこととなった。
紀元前187年の春、ローマに戻ったウルソはガラティアに対する勝利を理由に凱旋式の実施を求めた。しかしプルプリオはウルソがアンティオコスを捕縛しようとしたこと、ガラティアに対する戦争を勝手に始めたこと、ペルガモンの利益になるように働いたこと、帰途トラキアで現地部族に襲撃されたが有効な反撃ができなかったこと、を理由にこれに反対した。この反対にもかかわらず、ウルソは凱旋式を実施することができた。いくつかの資料によると、スキピオ・アシアティクスがローマ・シリア戦争における戦利品の横領の容疑で告発された際に、プルプリオは彼の古い政敵であるウルソも対象となるよう、調査範囲を拡大することを提唱している。
紀元前185年、翌年の監察官（ケンソル）選挙に立候補した。この選挙にはマルクス・ポルキウス・カト（大カト）とルキウス・ウァレリウス・フラックス（両者共に紀元前195年の執政官）を含む10人が立候補し、激しい選挙戦が戦われた。カトとフラックス以外の8人は協力し、カトをノウス・ホモとして反対したが、当選したのはカトとフラックスであった。
紀元前183年、アルプスを越えて許可を得ずにローマ領に定住したガリア人に派遣された、3人の大使の一人に選ばれた。彼らはこれらガリア人に現状を回復して元の土地に戻るように促し、さらにアルプスを越えてその地のガリア人に対して、自身の土地に留まるように伝えた。これがプルプリオに関する最後の記録である。

## 参考資料

### 古代の資料
- カピトリヌスのファスティ
- ティトゥス・リウィウス『ローマ建国史』

### 研究書
- Vasiliev A. "Litigation over the Scipio brothers in the 80s II century. BC" // Political intrigue and litigation in the ancient world. - 2015. - P. 227-238 .
- Kvashnin V. "State and legal activity of Marc Portia Cato the Elder" - Vologda: Russia, 2004. - 132 p.
- Klimov O. "The Pergamum Kingdom. Problems of political history and state structure" - St. Petersburg. : Nestor-History, 2010. - 400 with. - ISBN 978-5-98187-475-8 .
- Broughton, T. R. S. (1951). The Magistrates of the Roman Republic Vol.1. American Philological Association
- Münzer F. "Furius" // Paulys Realencyclopädie der classischen Altertumswissenschaft . - 1910. - Bd. VII, 1. - Kol. 315.
- Münzer F. "Furius 86" // Paulys Realencyclopädie der classischen Altertumswissenschaft . - 1910. - Bd. VII, 1. - Kol. 362-364.